# Ranemsletta
Ranemsletta (ou Overhalla centre) est une localité norvégienne et le centre administratif de la commune d'Overhalla dans le landskap de Namdalen, Trøndelag.
La localité compte 516 habitants au 1er janvier 2020, elle est située le long de la rivière Namsen. L'église médiévale a été construite à partir de 1187. Le collège de la commune d'Overhalla est situé à Ranemsletta.  La nouvelle école a été inaugurée en 2015.
En 2014, un débat eut lieu pour savoir si la localité devait s'appeler Overhalla ou Ranemsletta. Ranemsletta a finalement été choisi le 6 février 2018 sur décision du Ministère des transports et des communications. 